# لوکاس فررز ویلا
لوکاس فررز ویلا (انگلیسی: Lucas Ferraz Vila؛ زادهٔ ۱۸ فوریهٔ ۱۹۹۸) بازیکن فوتبال اهل آرژانتین است.
از باشگاه‌هایی که در آن بازی کرده‌است می‌توان به باشگاه فوتبال آرژانتینوس جونیورز اشاره کرد.
وی همچنین در تیم‌های ملی فوتبال Argentina national under-17 football team بازی کرده‌است.